# Cyprinotus fluviatilis
Cyprinotus fluviatilis är en kräftdjursart som beskrevs av N. C. Furtos 1933. Cyprinotus fluviatilis ingår i släktet Cyprinotus och familjen Cyprididae. Inga underarter finns listade i Catalogue of Life.